# 952 카이아
952 카이아(영어: 952 Caia)는 소행성이다.